# ZNF2
ZNF2 (англ. Zinc finger protein 2) – білок, який кодується однойменним геном, розташованим у людей на короткому плечі 2-ї хромосоми.  Довжина поліпептидного ланцюга білка становить 426 амінокислот, а молекулярна маса — 48 863.
| 10         |  | 20         |  | 30         |  | 40         |  | 50         |
| ---------- |  | ---------- |  | ---------- |  | ---------- |  | ---------- |
| MAAVSPTTRC |  | QESVTFEDVA |  | VVFTDEEWSR |  | LVPIQRDLYK |  | EVMLENYNSI |
| VSLGLPVPQP |  | DVIFQLKRGD |  | KPWMVDLHGS |  | EEREWPESVS |  | LDWETKPEIH |
| DASDKKSEGS |  | LRECLGRQSP |  | LCPKFEVHTP |  | NGRMGTEKQS |  | PSGETRKKSL |
| SRDKGLRRRR |  | SALSREILTK |  | ERHQECSDCG |  | KTFFDHSSLT |  | RHQRTHTGEK |
| PYDCRECGKA |  | FSHRSSLSRH |  | LMSHTGESPY |  | ECSVCSKAFF |  | DRSSLTVHQR |
| IHTGEKPFQC |  | NECGKAFFDR |  | SSLTRHQRIH |  | TGESPYECHQ |  | CGKAFSQKSI |
| LTRHQLIHTG |  | RKPYECNECG |  | KAFYGVSSLN |  | RHQKAHAGDP |  | RYQCNECGKA |
| FFDRSSLTQH |  | QKIHTGDKPY |  | ECSECGKAFS |  | QRCRLTRHQR |  | VHTGEKPFEC |
| TVCGKVFSSK |  | SSVIQHQRRY |  | AKQGID     |  |            |  |            |

A: Аланін

C: Цистеїн

D: Аспарагінова кислота

E: Глутамінова кислота

F: Фенілаланін

G: Гліцин

H: Гістидин

I: Ізолейцин

K: Лізин

L: Лейцин

M: Метіонін

N: Аспарагін

P: Пролін

Q: Глутамін

R: Аргінін

S: Серин

T: Треонін

V: Валін

W: Триптофан

Задіяний у таких біологічних процесах як транскрипція, регуляція транскрипції, альтернативний сплайсинг. 
Білок має сайт для зв'язування з іонами металів, іоном цинку, ДНК. 
Локалізований у ядрі.